# Принцип гуманізму
При́нцип гумані́зму — основоположний принцип права, який визнає саму цінність людини, її гідність, право на щастя, виявлення своїх здібностей. Його застосування є критерієм прогресивності соціальних інститутів.

## Соціально-етична основа
Цей правовий принцип має в своїй основі соціально-етичний зміст, що полягає в ідеї гуманізму. Гуманізм (від лат. humanitas — людяність) — світогляд, у центрі якого знаходиться ідея людини як найвищої цінності; ідеологія, що орієнтується насамперед на позитив людини при визнанні її негативу, який потребує контролю і обмежень.

## Історія гуманізму
Вперше термін «гуманізм» у значенні певного погляду на життя, особистої філософії з'явився у данського філософа Габріеля Сібберна, в роботі «Про гуманізм» («Om humanisme», 1858). Його ідейні витоки сягають ще часів давніх Греції і Риму. Історики розрізняють античний гуманізм і середньовічний мусульманський гуманізм (XI—XIV ст.), візантійський гуманізм (XIV—XV ст.) і гуманізм епохи європейського Відродження (XIV—XVI ст.) та ін.
У новому часі гуманізм, змінив ідеали соціальної справедливості, надихнув демократичні реформи, сприяв формуванню нової етики, яка висунула на перший план цінності свободи і щастя, соціального прогресу, підкреслювала значення невід'ємних прав людини.
Метою гуманізму було забезпечення кращого життя людини через розвиток самої людини і людяності в суспільстві. Його цінності отримали широке визнання в епоху Просвітництва, перетворившись із того часу — поряд із наукою, технологією та ідеєю прав людини — у глибинний і постійно діючий фактор загальноєвропейської цивілізації.
З відомих усім причин гуманістична ідея набуває особливого значення після Другої світової війни, що підтверджується, наприклад, такими фактами, як розробка поняття «злочин проти людства (людяності)», створення Організації Об'єднаних Націй, прийняття Загальної декларації прав людини. Так, у минулому найтяжчим злочином, який люди не могли пробачити, було святотатство (злочин проти Бога чи богів), а також його аналоги — убивство монарха і вбивство батька. Сьогодні ж найтяжчим злочином, для якого не існує строку давності, є саме злочин проти людства (людяності).
Усе це підтверджує відому Кантівську думку про те, що зміцнення і розвиток людяності є головною тенденцією в історії людства(людяності).
Нагадаємо, що І.Кант виділяв дві основні складові людяності в суспільстві: «Людина робить сама себе людиною, по-перше, поважаючи в собі людину і, по-друге, поважаючи людину в іншій особі.»

## Ідеї гуманізму
Стрижневими етичними ідеями сучасного гуманізму є:
- визнання гідності та незалежності особистості головною соціальною цінністю;

- максимізація свободи вибору людини (зокрема, свободи слова і совісті, права на особисту думку і незалежне дослідження, права кожної особистості на власний спосіб життя), яка має поширюватися настільки далеко, наскільки це не завдає шкоди іншим.

У зв'язку з цим гуманістична етика схвалює багатоманітність моральних поглядів і людських цінностей.
- усвідомлення вільною людиною власної відповідальності й обов'язків щодо інших осіб і зовнішнього середовища;

- додержання принципу, згідно з яким кожна людина заслуговує на людське ставлення до себе; визнання давньої заповіді, що наказує приймати до свого середовища чужих, поважаючи їх відмінності;

- визнання інших загальнолюдських моральних стандартів, а саме: правдивості і дотримання обіцянок, чесності і відвертості, доброзичливості і надійності, вірності і вдячності, неупередженості і справедливості, добросовісності і прагнення до співробітництва тощо;

- шанування таких чеснот, як здатність до творчості, самостійного вибору, мислення і поведінки, прагнення до максимальної реалізації талантів і здібностей, отриманих людиною від природи, спрямованість на засвоєння раніше не відомих їй сфер діяльності;

- гармонійне поєднання етики і розуму;

- розуміння того, що будь-які людські цінності та моральні принципи найбільш адекватно можуть бути обґрунтовані завдяки рефлексії;

- пошук злагоди при наявності суперечностей шляхом розумного діалогу.

## Загальна характеристика принципу
Гуманізм є однією з найсуттєвіших, органічно властивих праву якостей, з якою пов'язаний так званий другий вимір права як явища духовного життя суспільства. Право ніби переводить гуманістичні ідеали і принципи із суто соціально-етичної реальності в юридичну, внаслідок чого гуманність набуває статусу правового поняття.
Вищі гуманітарні засади, обумовлені сутністю суспільства і прагненням людини до високого, гідного становища, реалізуються насамперед у цінностях природного права.
Однак гуманізм поряд зі свободою, справедливістю і рівністю, поза всякими сумнівами, також є однією з основних засад позитивного права.
Це категорично необхідно враховувати під час створення, застосування і тлумачення юридичних актів.
Посилання на принципи чи закони гуманності фігурують у преамбулах конвенцій, у резолюціях Генеральної Асамблеї ООН, а також у дипломатичній практиці. Класичним прикладом для міжнародного права є та частина рішення Міжнародного суду у справі про інцидент у протоці Корфу, де суд посилається на певні «загальні і твердо визнані принципи», що включають «елементарні міркування гуманності, ще більш нагально важливі під час миру, ніж під час війни».
Перед сучасним законодавством про права людини стоять чотири основних завдання:
1) вираження тих прав, які є основними правами людини;
2) вияв і засудження порушень і, коли і якщо це можливо, відновлення порушеного права;
3) прагнення до створення умов, за яких можлива найповніша реалізація прав людини, попередження їх порушень;
4) ознайомлення людей з їх правами через навчання і відкрите обговорення.

## Гуманізм у різних сферах правового регулювання
- Конституційно-правове регулювання.
- Цивільно-правове регулювання
- Правове регулювання соціальних і гуманітарних питань
- Адміністративно-правове регулювання
- Кримінально-правове регулювання
- Процесуально-правове регулювання.

Конституційно-правове регулювання
Гідність людини як провідний гуманістичний концепт — без всяких перебільшень «архімедова точка опори» сучасного західного права і сучасної конституційної держави. Починаючи із середини XX ст. людська гідність розглядається як найвища і недоторканна цінність, що знаходиться на вершині конституційного порядку, а конституційне гарантування її недоторканності — «антропологічною передумовою» і відправним пунктом усіх дій держави.
Повага до свободи та гідності особи розглядається як базовий принцип права Ради Європи, як суть Конвенції про захист прав людини і основоположних свобод 1950 р. Про такий акцент також чітко заявлено в Загальній декларації прав людини 1948 р. і в проекті Договору про запровадження Конституції для Європи, в яких гідність знаходиться навіть попереду прав і свобод людини.
Однією з причин для подібного піднесення гідності людини був досвід Другої світової війни і злочинів проти людства, вчинених нацистами. «Не можна було просто сказати, — зазначає П.Манан, що табори являли собою заперечення прав людини: яким би вірним не було це визначення, воно все одно виглядало би слабким. Більш точним здавалось розглядати табори як систематичну діяльність із метою образити і знищити людську гідність. У світлі досвіду таборів людська гідність видається більш глибоким і цінним принципом, ніж навіть права людини». Це дає підстави для висновку, що саме гідність людини визнається сьогодні первинним «духовним легітиматором» тих можливостей, які складають інститут прав і свобод людини.
Ідея надзвичайної важливості людської гідності має кілька обґрунтувань.
Так, одне з найбільш поширених пояснень бере за основу кантівське вчення про моральну автономію особи. Нагадаємо, що на думку Канта, гідність і цінність людини полягає у здатності людини до морального самовизначення. Тому кожен має поважати автономію іншого.
По-іншому мотивує цю ідею християнська доктрина. Так, католицьке соціальне вчення виходить із того, що право проголошує гідність людини, створеної на образ Божий (Бут. 1:26), якій підпорядковані певні блага як її власні, водночас право є вираженням не самодостатності людини, оскільки ці блага перебувають під загрозою і тому їм потрібен правовий захист. Сам Христос пояснює в Євангелії, що «суботу установлено для людини, а не людину для суботи» (Мк. 2:27), і таким чином авторитетно утверджує вищу гідність людини, вказуючи на божественну за суттю основу її прав.
Православна традиція наголошує на двох аспектах гідності людини:
1) цінності людини як творіння Божого, про яку Господь сказав, що «це добре» (Бут. 1:25), і благословив її (Бут. 1:28);
2) відповідності життя людини цій цінності.
Конституція пропонує нам певний «гуманістично насичений» образ людини: первинної, не похідної від суспільства істоти, визначальними якостями якої є розум (здоровий глузд) і свобода, особистості, наділеної відчуттям власної гідності та можливістю вільного розвитку, проте одночасно залежної від багатоманітності міжособистісних відносин, що визначають таку особистість в її конкретній індивідуальності, особи, покликаної до відповідальної участі у формуванні людської спільноти. Це — образ особистості з наголосом на «Я», а не «жмутку суспільних відносин», «інструменту або молекули суспільного організму».
Отже, саме гідність людини є тим вирішальним фактором у формуванні та розвитку індивіда як вільної особистості, для якої і в ім'я якої створені державні інституції, що є необхідними передумовами для здійснення і захисту особистої гідності без шкоди для гідності інших. Ці ідеї знаходяться і серед загальних засад Конституції України. Згідно зі ст. З, людина, її життя і здоров'я, честь і гідність, недоторканність і безпека визнаються в Україні найвищою соціальною цінністю. Саме ця стаття розглядається як юридичний фундамент гуманістичного спрямування розвитку суспільного і державного життя в Україні.
Права людини є найпереконливішим прикладом закріпленого у визначенні людської гідності зв'язку між етикою і правом, без якого неможливо побудувати гуманне суспільство.
Цивільно-правове регулювання
Принцип гуманізму знаходить своє втілення в цивільному праві насамперед у його загальних засадах. Немає сумнівів у тому, що вимоги неприпустимості свавільного втручання у сферу особистого життя людини, неприпустимості незаконного позбавлення права власності, свободи договору, розумності і добросовісності є гуманістичними за своїм ідейним підґрунтям (див. ст. З ЦК).
Зрозуміло, що існують й інші аспекти реалізації принципу гуманізму в цивільному праві. Так, під впливом цього принципу в новому ЦК суттєво змінені умови відшкодування моральної шкоди (див. статті 23,: 1167, 1168 та ін.).
Нині набуває все більшої популярності позов про відшкодування моральної шкоди, який виконує гуманістичну місію оберігання гідності людини. На думку Міністерства юстиції, ця популярність свідчить про зростання правосвідомості, правової культури громадян, про ще один крок до правової держави, у центрі уваги якої, перебуває кожна окрема особа.
Існують також приклади безпосереднього посилання норм цивільного права на цей принцип. їх можна знайти в законах у сфері інтелектуальної власності.

## Правове регулювання соціальних і гуманітарних питань
Як відомо, гуманізм проявляється в поважанні людини, у піклуванні про неї, зокрема в забезпеченні соціального захисту певним категоріям людей. Принципи гуманізму і соціальної держави обумовлюють існування обов'язків держави дбати про добробут і гармонічний розвиток власних громадян, гарантувати їм достатній життєвий рівень і соціальну захищеність.
Тому не випадково, що утвердження гуманістичних ідей є принципом культурної політики, а гуманістична спрямованість — принципом охорони здоров'я.
На принципі (засаді) гуманізму ґрунтується освіта, кінематографія, державна політика в галузі театру і театральної справи. Гуманність є засадою благодійництва та благодійної діяльності, захисту тварин від жорстокого поводження, принципом надання соціальних послуг, психіатричної допомоги.
Гуманістичну спрямованість, поза всяким сумнівом, має Закон «Про захист суспільної моралі» від 20 листопада 2003 р. № 1296-ІУ. Він забороняє виробництво та розповсюдження продукції порнографічного характеру, продукції, яка принижує особистість, є проявом знущання з приводу фізичних вад (каліцтва), з душевнохворих, літніх людей, принижує або ображає націю чи особистість за національною ознакою та ін. (ст. 2 Закону).
Адміністративно-правове регулювання
Реформування адміністративного права, що відбувається протягом останніх років, пов'язується з необхідністю впровадження у вітчизняну правову систему нових стандартів, пріоритетом яких є захист прав людини від свавілля держави. Норми і інститути адміністративного права мають бути спрямовані на створення ефективних юридичних механізмів і процедур, що забезпечують реалізацію та захист прав і законних інтересів громадян у сфері публічного права, формування системи державного управління, яка стане близькою до потреб і запитів людей.
Кримінально-правове регулювання
На загальну думку, гуманізм є невід'ємною засадою кримінального права.
Наприклад, у рішенні справи про призначення судом більш м'якого покарання Конституційний Суд України відзначив, що безпосереднім втіленням конституційних принципів додержання гуманізму, справедливості й законності є реалізована в нормах КК можливість особи, яка вперше вчинила злочин невеликої тяжкості, бути звільненою від кримінальної відповідальності у зв'язку з дійовим, каяттям (ст. 45), з примиренням винного з потерпілим та відшкодуванням завданих ним збитків або усуненням заподіяної шкоди (ст. 46), з передачею особи на поруки (ст. 47), зі зміною обстановки (ст. 48). Крім того, особа може бути звільнена від покарання, якщо на час розгляду справи в суді її не можна вважати суспільно небезпечною (ч. 4 ст. 74) тощо.
Ураховуючи український досвід, у принципі гуманізму можна виокремити два основних кримінально-правових аспекти:
1) кримінальне законодавство в пріоритетному порядку забезпечує безпеку людини, її прав і свобод від злочинних посягань;
2) кримінальне законодавство проявляє людське, гуманне ставлення до злочинця.
Процесуально-правове регулювання
Самостійність, власна відповідальність і свобода рішень особистості не тільки утворюють підґрунтя інститутів матеріального права але й вимагають їх послідовного втілення в процесуальному праві. Вони обґрунтовують необхідність діалогу між адміністрацією і громадянами, перешкоджають перетворенню людей у беззахисний об'єкт державної діяльності, яким розпоряджуються як предметом, чи то з добрими, чи то зі злими намірами.
Слід погодитись з тим, що гуманізація — одна з основних сучасних тенденцій розвитку всієї системи процесуального права, яка досить чітко проявилася при розробці і прийнятті ЦПК, КАС, КПК.
Ідея гуманізму, поза всякими сумнівами, лежить в основі правил так званої елементарної процесуальної справедливості, що втілюються в принципах: змагальності, диспозитивності, рівності перед законом і судом, незалежності суду, всебічності, повноти й об'єктивності дослідження обставин справи, у праві бути вислуханим, праві на інформацію, на правову допомогу, праві на розумні строки розгляду справи, праві на оскарження тощо.